# Ernst Robert Curtius
Ernst Robert Gustav Tassilo Curtius (* 14. April 1886 in Thann, Reichsland Elsaß-Lothringen; † 19. April 1956 in Rom) war ein deutscher Romanist, Literaturwissenschaftler und -kritiker. Curtius etablierte die Erforschung des lateinischen Mittelalters in der Literaturwissenschaft, gilt als einer der herausragenden Experten auf dem Gebiet der mittelalterlichen Literatur und zählt zu den bedeutendsten Vertretern der deutschsprachigen Romanistik im 20. Jahrhundert. Er lehrte als Professor an den Universitäten Marburg (1920–1924), Heidelberg (1924–1929) und Bonn (1929–1951).

## Leben und Wirken
Ernst Robert entstammte der Lübecker Gelehrtenfamilie Curtius, der Archäologe und Althistoriker Ernst Curtius war sein Großvater. Sein Vater war der Verwaltungsjurist Friedrich Curtius, Kreisdirektor im Elsass und später evangelischer Konsistorialpräsident der evangelischen Kirche in Elsass-Lothringen; seine Mutter die Schweizer Patrizierin Louise Curtius, geb. Gräfin von Erlach-Hindelbank. Seine Schwester Greda (1889–1972) heiratete den Soziologen Werner Picht, beider Sohn war Georg Picht. Die Schwester Olympia (1887–1979) heiratete den Mediziner Viktor von Weizsäcker. Der jüngere Bruder Friedrich Curtius (1896–1975) war Medizinprofessor. Hieraus ergab sich ein Geflecht vielfältiger Förderung.
Curtius verbrachte seine Schulzeit in Colmar und Straßburg im damals zu Deutschland gehörenden Elsass. Er studierte ab 1903 in Straßburg und Berlin zunächst Sanskrit und vergleichende Sprachwissenschaft, wandte sich dann aber der neueren Philologie (Französisch und Englisch) und Philosophie zu. 1908 legte er das Lehramts-Staatsexamen ab. Der Straßburger Romanist Gustav Gröber weckte dann sein Interesse an der mittelalterlichen Literatur, bei ihm wurde Curtius 1910 promoviert. Seine Dissertation war eine kritische Edition der Quatre livre des reis, einer altfranzösischen Übersetzung der alttestamentlichen Bücher der Königtümer (die zwei Bücher Samuel und die beiden Bücher der Könige) aus dem 12. Jahrhundert. Nach dem Wehrdienst als Einjährig-Freiwilliger hielt er sich 1912 in Italien und der Schweiz auf, um eine Atemwegserkrankung zu kurieren. Dann absolvierte er das Probejahr als Lehrer am Protestantischen Gymnasium in Straßburg.
Curtius habilitierte sich 1913 an der Universität Bonn (bei Heinrich Schneegans) mit einer Schrift über den französischen Literaturkritiker und -historiker Ferdinand Brunetière und erhielt die Venia legendi für Romanische Philologie. Im Ersten Weltkrieg diente er als Offizier zunächst an der Westfront, dann in Polen. Nach einer schweren Verwundung, die er 1915 bei Warschau erlitt, war er dauerhaft dienstuntauglich. Ab 1916 konnte Curtius wieder als Privatdozent in Bonn unterrichten. Seit dieser Zeit pflegte er guten Kontakt mit dem Bonner Orientalisten und späteren preußischen Kultusminister Carl Heinrich Becker. Noch während des Krieges arbeitete er an seinem Werk Die literarischen Wegbereiter des neuen Frankreich, das 1919 erschien und mit dem er das stereotype Feindbild vieler Deutscher von Frankreich zu korrigieren versuchte. Er präsentierte darin die Generation zeitgenössischer, damals noch wenig bekannter Schriftsteller wie André Suarès, Paul Claudel, André Gide, Romain Rolland und Charles Péguy. Kritisch und polemisch bezog er hingegen zwei Jahre später Stellung gegen den nationalistischen Vordenker des französischen Rechtsradikalismus Maurice Barrès.
Curtius wurde er 1919 außerordentlicher Professor in Bonn, 1920 ordentlicher Professor und Direktor des Romanischen Seminars an der Universität Marburg und 1924 ordentlicher Professor an der Universität Heidelberg. 1929 kehrte Curtius als Professor für Romanische und später auch für Mittellateinische Philologie an die Universität Bonn zurück, wo er bis zu seiner Emeritierung 1951 lehrte. 1930 heiratete er die 21 Jahre jüngere Romanistin Ilse Gsottschneider (1907–2002). Von 1947 bis 1951 war der spätere Literaturkritiker Walter Boehlich sein Assistent. Curtius verehrte vor allem Goethe, pflegte aber auch regen Kontakt mit zeitgenössischen europäischen Autoren wie André Gide, T. S. Eliot oder José Ortega y Gasset. Er war ein früher Fürsprecher für Marcel Proust und kritisierte die ersten deutschen Übersetzungen von Rudolf Schottlaender scharf. 
Während der Zeit des Nationalsozialismus befasste er sich mit dem unverdächtigen Thema der lateinischen Lyrik des Mittelalters und behielt seinen Lehrstuhl. Mit seiner Veröffentlichung Europäische Literatur und lateinisches Mittelalter setzte er sich 1948 als einer der führenden europäischen Literaturwissenschaftler der Nachkriegszeit und Hauptvertreter der Topos-Forschung durch. Nach seiner Emeritierung 1951 verlegte das Ehepaar seinen Wohnsitz 1954 nach Rom. Doch zuvor erlitt er 1952 einen Schlaganfall sowie eine Leberentzündung und konnte kaum sprechen. Zur Verleihung des Ehrendoktorats durch die Universität Paris (Sorbonne) 1954 konnte er nicht anreisen. Er starb in einer römischen Klinik.
Curtius war 1930 Mitglied im Beirat der deutschen Abraham-Lincoln-Stiftung (ALS), einem Ableger der Rockefeller-Stiftung, der Carl Heinrich Becker präsidierte. Neben dieser akademischen Verständigung waren die deutsch-französischen Beziehungen ihm ein Anliegen. In den Jahren 1922 und 1924 beteiligte er sich an von Paul Desjardins organisierten gemeinsamen Treffen von Intellektuellen im Kloster Pontigny, den Dekaden von Pontigny, definierte aber die Beziehungen, ähnlich wie Arnold Bergstraesser, strikt elitär, sowohl was Initiatoren als auch was den Teilnehmerkreis beim Austausch und bei anderen Veranstaltungen anging. Das Bestreben der 1928 in Frankreich von gebildeten, aber nicht prominenten Bürgern, vor allem Lehrern, gegründeten Ligue d’Études germaniques, eine breitere Öffentlichkeit in die deutsch-französische Verständigung einzubeziehen, lehnte er ab. Als der Deutschlehrer Christian Sénéchal in Curtius’ Buch über Die französische Kultur (1931) eine „neue und heimtückische Form des Nationalismus“ bemängelte, beleidigte dieser den Kritiker als „subalternen Skribenten“, der lediglich „von Eitelkeit, Dummheit und Ressentiment geborene Insinuationen“ produziere.

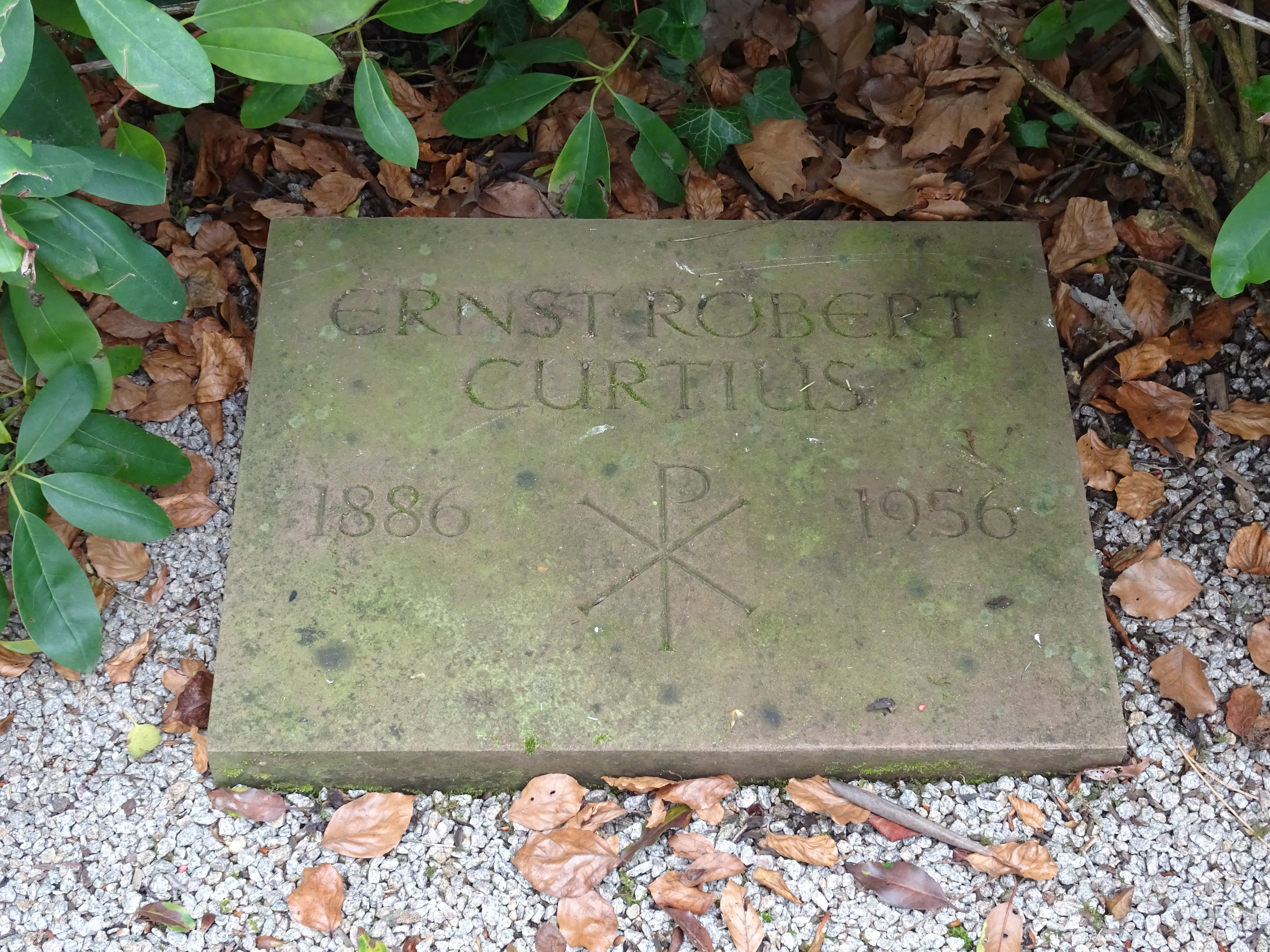
Grabstein auf dem Freiburger Hauptfriedhof

Mit dem Ernst-Robert-Curtius-Preis für Essayistik, 1984 gestiftet von dem Bonner Buchhändler und Verleger Thomas Grundmann, wurde nicht nur sein wissenschaftliches Werk geehrt. So hieß es in der Satzung der Stiftung: „Insbesondere mit seinen Essays hat er (auch) zu einem neuen Verständnis gemeinsamer europäischer Geistesgeschichte beigetragen.“ Der Preis wurde bis 2015 verliehen, anfänglich jährlich, ab 2001 im zweijährlichen Rhythmus. Sein Grab befindet sich auf dem Freiburger Hauptfriedhof.

## Ehrungen
- 1944: korrespondierendes Mitglied der Bayerischen Akademie der Wissenschaften[6]
- Die Ehrendoktorwürde der Sorbonne war eine von vielen Ehrungen, die Ernst Robert Curtius nach 1945 verliehen wurden.
- 1951 erhielt er die Goetheplakette der Stadt Frankfurt am Main.
- 1955: korrespondierendes Mitglied der British Academy[7]

## Veröffentlichungen (Auswahl)
- 2017: Elemente der Bildung; aus dem Nachlass herausgegeben von Ernst-Peter Wieckenberg und Barbara Picht, Beck, München 2017, ISBN 978-3-406-69760-9.
- 1960: Büchertagebuch (Kolumnen).
- 1952: Französischer Geist im 20. Jahrhundert: Gide, Rolland, Claudel, Suarès, Péguy, Proust, Valéry, Larbaud, Maritain, Bremond.
- 1952: Marcel Proust.
- 1950: Kritische Essays zur europäischen Literatur (erweitert 1954).
- 1948: Europäische Literatur und lateinisches Mittelalter. Bern/München (zuletzt neu aufgelegt 1993 in der 11. Auflage).
- 1932: Deutscher Geist in Gefahr.
- 1931: Die französische Kultur.
- 1929: James Joyce und sein Ulysses.
- 1925: Französischer Geist im neuen Europa.
- 1923: Balzac (2. Aufl. 1951).
- 1921: Maurice Barrès und die geistigen Grundlagen des französischen Nationalismus.
- 1919: Die literarischen Wegbereiter des neuen Frankreich.

Zur Mannheim-Curtius-Kontroverse
- Curtius: Soziologie – und ihre Grenzen. In: Volker Meja und Nico Stehr (Hrsg.): Der Streit um die Wissenssoziologie. 2. Band: Rezeption und Kritik der Wissenssoziologie. Frankfurt 1982, S. 417–426. Zuerst erschienen in: Neue Schweizer Rundschau 22 (Oktober 1929), S. 727–736.
- Karl Mannheim: Zur Problematik der Soziologie in Deutschland. In: dsb.: Wissenssoziologie. Auswahl aus dem Werk, eingeleit. und hrsg. von Kurt H. Wolff, Berlin 1964, S. 614–624. Zuerst erschienen in: Neue Schweizer Rundschau 22 (November 1929), S. 820–829.